# Мешко III
Мешко III Старый (пол. Mieszko III Stary (Wielkopolski); 1126/27 — 13 марта 1202) — князь-принцепс Польши, князь великопольский, представитель династии Пястов. Четвёртый и второй выживший сын князя Польши Болеслава III Кривоустого от второго брака с Саломеей фон Берг.

## Биография
За несколько лет до смерти отец Мешко Болеслав III Кривоустый в своём завещании определил порядок раздела польских земель между своими сыновьями. Когда в 1138 году он умер, 12-летний Мешко получил Великопольское княжество со столицей в Познани. Хотя он считался самостоятельным правителем, фактически находился под сильным влиянием матери. Его старший сводный брат Владислав II был провозглашен князем-принцепсом и владельцем Сеньориального удела со столицей в Кракове.

## Противостояние с Владиславом II

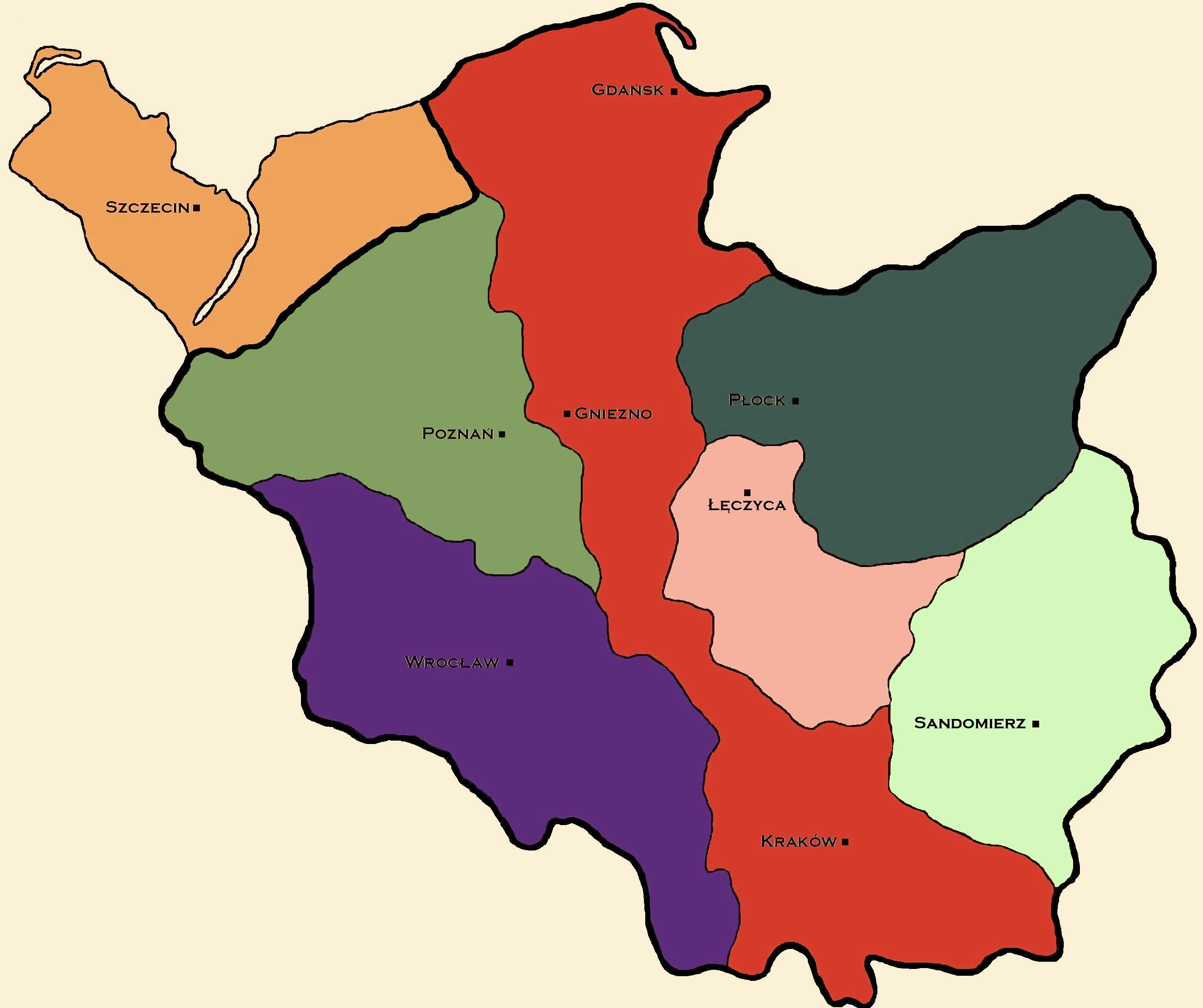
Раздел Польского государства в 1138 году
Сеньориальный удел
Лен, контролируемый князем-принцепсом
Удел Владислава II
Удел Болеслава IV
Удел Мешко III
Удел Генриха Сандомирского
Вдовий удел Саломеи фон Берг

Первый крупный конфликт с князем-принцепсом произошёл в 1141 году, когда Саломея фон Берг без ведома Владислава II собрала в принадлежащей ей Ленчице своих сыновей и приближённых и объявила о намерении завещать Ленчицкую землю своим сыновьям. Согласно завещанию Болеслава Кривоустого Ленчицкая земля передавалась Саломее на правах вдовьего удела и после её смерти должна была быть включена в Сеньориальный удел. Также она сообщила о решении организовать брак своей младшей дочери Агнешки с сыном Великого князя Киевского Всеволода Ольговича. Этот союз планировался с целью нахождения сильного союзника в грядущей борьбе её сыновей со старшим сводным братом.
Узнав о сговоре в Ленчице, Владислав сделал ответный ход. Он в свою очередь связался с Великим князем Киевским и убедил Всеволода Ольговича поддержать его. В результате Всеволод не только отказался от союза с младшими польскими князьями, но и выдал свою дочь Звениславу за старшего сына Владислава II Болеслава Долговязого. После этого Владислав II решил наказать младших братьев и выступил против них. Не имея серьёзной поддержки, Болеслав и Мешко были легко разбиты.
Следующий конфликт разразился после смерти вдовствующей княгини Саломеи 27 июля 1144 год, после чего князь-принцепс Владислав II присоединил Ленчицкую землю к принадлежащему ему Сеньориальному уделу, как это было предусмотрено завещанием его отца. Этому решению воспротивились Болеслав и Мешко, которые хотели отдать эти земли своему младшему брату Генриху. Дело дошло до военных действий, и князь-принцепс при помощи своих киевских союзников одержал решающую победу в битве при Пилицах.
Было заключено соглашение, по которому Владислав II сохранил за собой Ленчицу. Однако князь-принцепс продолжал придерживаться своего намерения воссоединить всю Польшу под своей властью. Это вызвало сильную оппозицию со стороны его влиятельного воеводы Петра Власта, который поддержал младших князей. Подстрекаемый своей женой Агнессой Бабенберг, Владислав решил навсегда устранить Власта. Воевода был схвачен, ослеплен, лишен речи и изгнан из страны. Однако этот поступок князя-принцепса вызвал отвращение многих влиятельных дворян. Пётр Власт бежал к киевскому двору, где начал интриговать против своего бывшего князя.
Тем временем князь-принцепс начал кампанию против младших братьев. Он захватил Мазовию, изгнав оттуда Болеслава, а затем пошёл на Великую Польшу и осадил Познань. Но когда победа была почти уже достигнута, против Владислава восстали его бывшие сторонники. Польская знать и высшее духовенство были потрясены расправой над воеводой Властом и отвернулись от князя-принцепса. Архиепископ Гнезно Якуб из Жнина отлучил его от церкви. Польские магнаты собрали армию и выступили против Владислава II. В сражении под Познанью не ожидавший этого удара князь-принцепс потерпел полное поражение и бежал в Чехию. Победившие братья заново поделили польские земли: Сеньориальный удел и Силезское княжество достались новому князю-принцепсу Польши Болеславу IV Кудрявому. Мешко сохранил свое Великопольское княжество и был удовольствовался ролью союзника своего брата; Генрих избавился от опеки Владислава и наконец-то стал самостоятельно править в своем Сандомирском княжестве. Только самый младший брат Казимир по-прежнему остался без княжества.
По настоянию своего шурина Владислава король Германии Конрад III попытался вернуть бежавшего князя-принцепса на польский трон. В конце концов было достигнуто соглашение, по которому король Конрад принял правление Болеслава IV, а взамен новый князь-принцепс должен был выплачивать дань немецкому королю.

## Участие в Крестовом походе
В 1147 году, одновременно с прибытием короля Конрада III в Святую землю, князь Мешко Великопольский присоединился к Вендскому крестовому походу против языческих полабских славян в бывшей Северной марке, который был организован графом Асканийским Альбрехтом Медведем и маркграфом Мейсенским Конрадом. Однако во время этой поездки Мешко политически и в военном отношении поддержал некоторые славянские племена в попытке защитить польские интересы в землях спревян от претензий амбициозного герцога Саксонского Генриха Льва. Эта помощь язычникам привела в ярость Альбрехта Медведя, который прибыл в Крушвицу в начале 1148 года для выяснения отношений. В итоге они пришли к соглашению, которое было подтверждено браком сестры Мешко Юдиты со старшим сыном Альбрехта Оттоном.

## Экспедиция императораФридриха Барбароссы
Чтобы урегулировать спор с Владиславом II за право на польский трон, Болеслав IV при посредничестве Альбрехта Медведя и маркграфа Конрада согласился выступить на Имперском сейме в Мерзебурге в 1152 году и отдать дань уважения новоизбранному королю Германии, племяннику короля Конрада III Фридриху I Барбароссе. Однако князь-принцепс нарушил обещание и на сейм не приехал. Тем временем Фридриху I нужно было обеспечить свою коронацию в Италии в качестве императора Священной Римской империи, для чего он заключил союз с маркграфом Генрихом II Австрийским из дома Бабенбергов, братом жены Владислава II Агнессы. Эта коалиция вновь вернула к жизни польский вопрос.
Польский поход императора Фридриха I начался в 1157 году. По неизвестным причинам Болеслав IV и Мешко не пытались защищать традиционную границу на реке Одер, а вместо этого сожгли замки Глогув и Бытом, стали отступать вглубь Великой Польши и в итоге сдались имперским войскам в Кшишково, недалеко от Познани. После своего поражения князю-принцепсу пришлось просить прощения у императора, а братьям совместно заплатить ему большую контрибуцию. На Рождество в Магдебурге они пообещали оказать содействие новой итальянской экспедиции Фридриха I и вернуть Владиславу II по крайней мере Силезию. Для обеспечения гарантии исполнения взятых обязательств Казимир, самый младший брат Болеслава IV и Мешко, был отправлен в Германию в качестве заложника.
Фридрих I Барбаросса счел конфликт разрешенным и в следующем году отправился в Италию. Однако, пока император был занят итальянскими делами, Болеслав IV ничего не сделал для выполнения соглашения. 30 мая 1159 года Владислав II умер в изгнании, так больше и не увидев Польшу. Только возобновившееся давление империи вынудило Болеслава IV и Мешко в 1163 году вернуть Силезию сыновьям Владислава Болеславу I Долговязому и Мешко I Плясоногому.

## Смерть Генриха Сандомирского и восстание Казимира
В 1166 году Мешко Великопольский и его братья начали очередной Прусский крестовый поход, в ходе которого в октябре того же года в бою был убит князь Генрих Сандомирский. Перед отъездом на случай своей смерти он оставил свое княжество младшему брату Казимиру, который по завещанию их отца остался без земель. Однако князь-принцепс Болеслав IV, вопреки воле своего покойного брата, занял Сандомир и присоединил его к своему Сеньориальному уделу.
Это решение вызвало восстание Казимира, которое поддержали его брат Мешко Великопольский, магнат Якса из Мехова, сын Петра Власта Святослав, архиепископ Гнезненский Ян I и епископ краковский Гедко. В феврале 1168 года мятежники собрались в Ендржееве, где Мешко был избран князем-принцепсом и передал Казимиру Сандомир. Однако окончательного поражения Болеслава IV не произошло, потому что князь-принцепс принял требования восставших и разделил княжество Генриха на три части: Вислица была отдана Казимиру, собственно Сандомир он оставил себе, а остальное передал Мешко.

## Спор о наследстве в Силезии
В 1172 году вспыхнул новый конфликт среди силезских Пястов. Князь Болеслав I Долговязый решил отстранить от наследования своего первенца Ярослава, назначив своим единственным наследником сына от второго брака Генриха I Бородатого. Ярослава поддержал его дядя Мешко I Плясоногий, и конфликт перерос в открытое вооруженное противостояние. Не ожидавший мятежа ближайших родственников Болеслав I бежал в Германию.
Император Фридрих I Барбаросса был возмущен силезскими событиями, и чтобы предотвратить очередное имперское вмешательство, князь-принцепс Болеслав IV отправил Мешко Великопольского в Магдебург с суммой в 8000 серебряных гривен и обещанием разрешить этот конфликт в ближайшее время. Условия соглашения 1173 года, в отличие от предыдущих обещаний Болеслава IV, были им выполнены. Болеслав I Долговязый вернулся во Вроцлав, но ему пришлось выделить Ярославу самостоятельное Опольское княжество и, кроме того, договориться о разделе оставшихся силезских земель со своим младшим братом Мешко, получившим новообразованное Ратиборское княжество.

## Князь-принцепс Польши
3 апреля 1173 года умер  Болеслав IV, и в соответствии с лествичном правом Мешко III стал новым князем-принцепсом Польши. Его политика была сосредоточена на сохранении всей полноты власти за собой, как за старейшим оставшимся в живых членом династии. Несмотря на наследование трона в Кракове, новый князь-принцепс остался в Великой Польше, в то время как Малой Польшей управлял назначенный им наместник Генрих Кетлич. Были введены жесткие налоговые меры, которые вызвали неудовольствие мелких польских магнатов. С другой стороны, Мешко добился нескольких успехов во внешней политике благодаря бракам своих дочерей: Эльжбета вышла замуж за чешского князя Собеслава II около 1173 года, а благодаря браку его дочери Анастасии c герцогом померанским Богуславом I Мешко укрепил суверенитет Польши над Померанией.

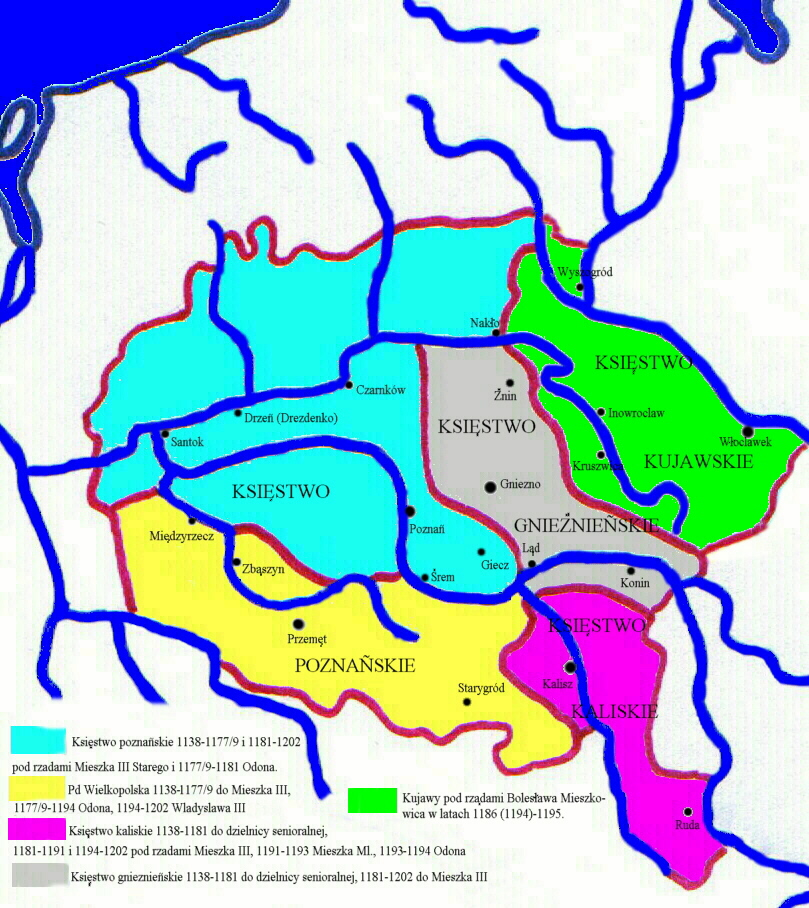
Великая Польша при Мешко III Старом
Познань, принадлежала Одону в 1177-1182 гг.
Познань, принадлежала Одону в 1177-1194 гг., Владиславу III Тонконогому в 1194-1202 гг.
Калиш, завоеван в 1181 г., принадлежал Мешко Младшему в 1191-1193 гг., Одону в 1193-1194 гг.
Гнезно, завоеван в 1181 г.
Куявия, принадлежала Болеславу в 1186-1195 гг.

В 1177 году первенец Мешко III Одон, опасаясь за свое наследство, восстал против своего отца. Его поддержали краковский епископ Гедко, его двоюродный брат Болеслав I Долговязый и дядя Казимир II Справедливый. Для Одона главной причиной недовольства был фаворитизм Мешко по отношению к детям от второго брака и попытки князя-принцепса заставить его стать священником, чтобы исключить из наследования. Для других повстанцев причиной было суровое и диктаторское правительство Мешко III. Мешко правил сурово (именно суровым нравом этого князя и объясняет автор «Великопольской хроники» его прозвище «Старый». Позднейшие историки приписывали Мешко государственные добродетели: он-де не давал воли шляхте и духовенству, защищал евреев от преследований, не допускал в край фальшивой монеты. Ранние хронисты говорят, однако, только о злоупотреблениях назначенных им чиновников и о кознях князя против краковской знати. Восстание стало полной неожиданностью для Мешко III; во время Пасхи 1177 года он был полностью убеждён в лояльности своих родственников, особенно когда они организовали встречу в Гнезно, где князь-принцепс был встречен толпой с радостными возгласами.
Поначалу Великая Польша оставалась в руках Мешко благодаря Генриху Кетличу, его самому верному стороннику. В то же время Казимир II Справедливый, явный руководитель восстания, заключил соглашения со своими союзниками: вся Силезия передавалась Болеславу I Долговязому, а Великая Польша — Одону. Это решение лишило Казимира его силезского союзника: узнав об этом соглашении, Мешко I Плясоногий и Ярослав Опольский немедленно приняли сторону князя-принцепса и восстали против Болеслава I, который теперь, занятый борьбой со своим братом и сыном, потерял возможность участвовать в завоевании Кракова и также претендовать на Сеньориальный удел. Без него Казимир II Справедливый завладел Сеньориальным уделом и был провозглашён новым князем-принцепсом Польши. Не видя никакой возможности продолжать сопротивление, Мешко III бежал в Рацибуж под защиту своего племянника и тезки князя Мешко I Плясоногого. Однако вскоре после этого свергнутый князь-принцепс решил покинуть Польшу и искать поддержку заграницей. Одон в конечном счёте занял всю Великую Польшу и был провозглашён её князем.

## Изгнание и возвращение в Великую Польшу
В 1179 году Мешко отправился в Чехию, где правил его зять Собеслав II, который, однако, отказал ему в поддержке. Затем Мешко поехал к Германию к императору Фридриху Барбароссе, запросившему за восстановление на польском троне 10 000 серебряных монет, которых у Мешко не было. Ленчицкий сейм 1180 года, решение которого было утверждено папой, признал низложение Мешко III законным. Поддержал свергнутого князя-принцепса другой его зять, герцог Богуславом I Померанский. С помощью своих померанских союзников Мешко наладил связи с его польскими сторонниками, группировавшимися вокруг Здислава, архиепископа Гнезненского, и в 1181 году ему удалось завоевать восточные великопольские земли Гнезно и Калиш, которые в то время входили в состав Сеньориального удела. Вскоре после этого Мешко также удалось вернуть западную часть Великой Польши, а Одон был оттеснён на земли к югу от реки Обра. В 1182 году было достигнуто официальное примирение между отцом и сыном. Во время этих событий по неизвестным причинам князь-принцепс Казимир II Справедливый оставался в стороне; благодаря этому Мешко III получил возможность вернуть себе всю Великую Польшу.
Мешко III не терял надежд вернуть себе верховную власть во всей Польше. В 1184 году он попытался заключить союз с сыном Фридриха Барбароссы, королем Германии Генрихом VI, предложив ему крупную сумму серебра. Казимир II Справедливый, однако, узнал о его намерениях и послал Генриху больше денег, чем Мешко. После неудачи с немецким королем Мешко решил взять под контроль Мазовию и Куявию, в которых правил его племянник Лешек, единственный сын покойного князя-принцепса Болеслава IV. Мешко III убедил бездетного Лешека назначить его своим преемником. Однако в 1185 году, за год до своей смерти, Лешек изменил свое завещание и назначил своим преемником другого дядю, князя-принцепса Казимира II Справедливого, возможно, в результате самоуправных действий Мешко. На этот раз Мешко действовал быстро, и после смерти Лешека в 1186 году он захватил область Куявия и присоединил её к своему княжеству. Вскоре после этого он передал Куявию своему сыну Болеславу.

## Короткое возвращение на польский трон

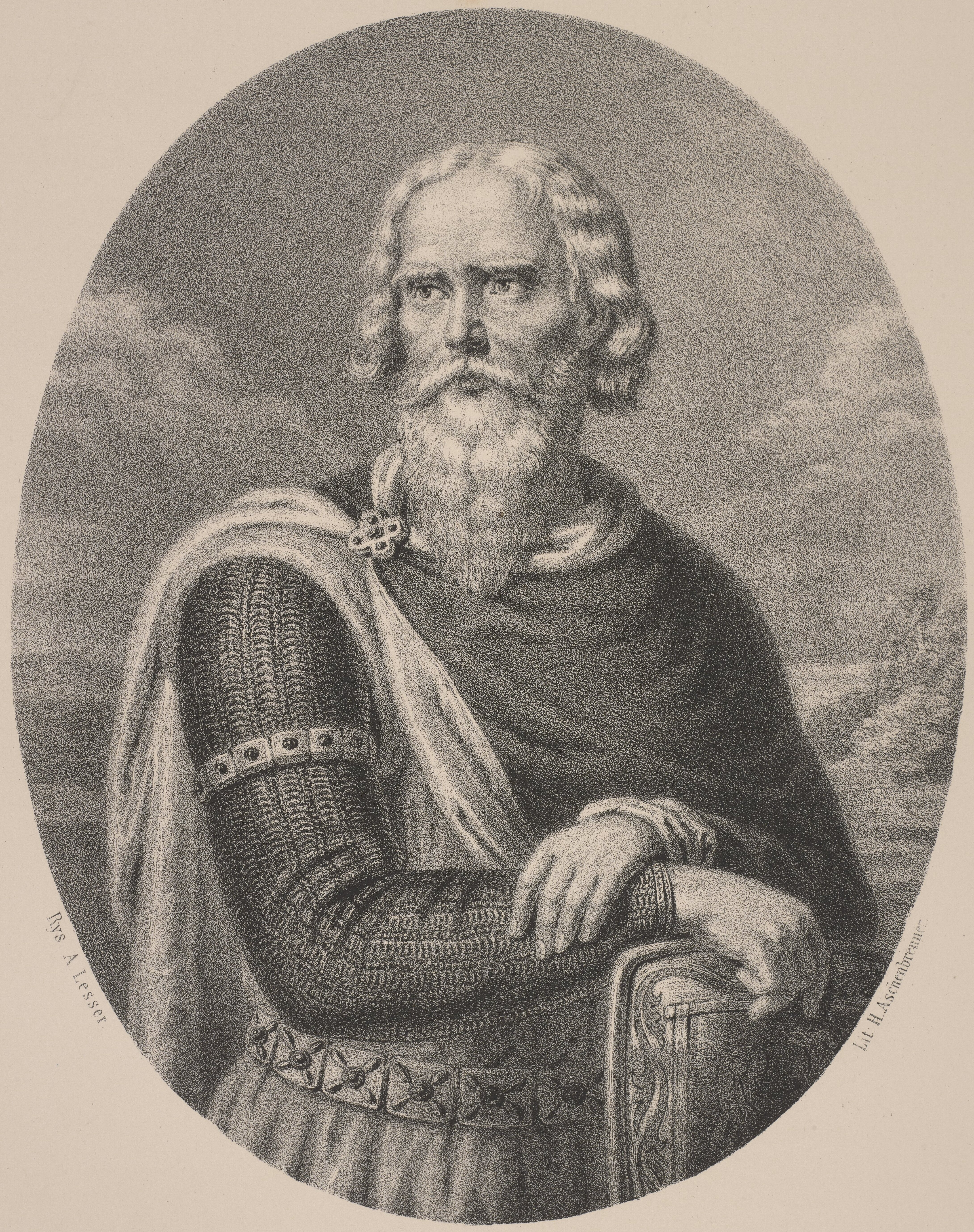
Портрет Мешко III из серии черно-белых портретов правителей Польши Александра Лессера

К 1191 году внешняя политика князя-принцписа Казимира II Справедливого вызвала рост недовольство малопольской знати. Душой заговора был бывший наместник Мешко Генрих Кетлич. Воспользовавшись ситуацией, Мешко III смог, наконец, отвоевать Краков и вернуть себе статус князя-принцепса. Но он снова решил не оставаться в Кракове и доверил управление одному из своих младших сыновей, Болеславу или Мешко Младшему. Казимир, однако, в том же году вернул себе Краков, а князь-наместник был взят в плен и позже отправлен к отцу. После этой неудачной операции Мешко III передал Мешко Младшему Калишскую землю в качестве самостоятельного княжества.
2 августа 1193 года неожиданно умер Мешко Младший, и Мешко III передал Калишское княжество своему старшему сыну Одону, который умер восемь месяцев спустя, 20 апреля 1194 года. Эти две ранние смерти вынудили Мешко III заново разделить земли: он оставил Калиш за собой, в то время как южная часть Великой Польши была передана его младшему сыну Владиславу, который также взял на себя опеку над несовершеннолетним сыном Одона, Владиславом Одоничем.
Князь-принцепс Казимир II Справедливый умер 5 мая 1194 года, и притязания Мешко на Малую Польшу возродились. Но местная знать предпочла видеть на троне несовершеннолетних сыновей Казимира, Лешека Белого и Конрада. На стороне Казимировичей выступил их двоюродный брат, волынский князь Роман Мстиславич (сын сестры Мешко и Казимира, Агнешки). 13 сентября 1195 года Роман Мстиславич сражался на стороне Казимировичей в жестокой и кровопролитной битве на реке Мозгаве, где были серьёзно ранены оба главных противника, Роман и Мешко, а старший сын последнего, Болеслав Куявский, был убит. Сражение не принесло решающего успеха ни одной из сторон, однако помощь Романа всё-таки помогла Казимировичам избежать разгрома и отразить притязания дяди на Краков. После битвы Мешко отступил в Калиш, не дождавшись прихода своих силезских союзников Мешко Плясоногого и Ярослава Опольского

## Последние годы
Битва при Мозгаве убедила Мешко в том, что вернуть трон силой не получится, и он начал переговоры с вдовой Казимира II Справедливого Еленой Зноемской. В 1198 году они достигли соглашения: Мешко III возвращался на краковский трон в обмен на возвращение Куявии сыновьям Казимира. Однако Мешко «стал строить козни в отношении имущества и достояния других», то есть краковской знати. В 1199 году краковский наместник Николай Грифита и епископ Фулько вновь свергли его и восстановили Лешека Белого в качестве князя-принцепса. Впрочем, в том же году Мешко сумел договориться с Николаем Грифитой и, благодаря его влиянию, в очередной раз вернулся в Краков. Через три года после этого он умер, пережив всех своих братьев и сестёр и сыновей, за исключением Владислава III Тонконогого, который унаследовал Сеньориальный удел и Великопольское княжество.
Умер Мешко в Калише 13 марта 1202 года и был похоронен там же в основанной им церкви Святого Павла.

## Семья и дети
Мешко III Старый дважды вступал в брак. Около 1140 года он женился на Елизавете Венгерской, дочери короля Венгрии Белы II Слепого. Дети от этого брака:
- Одон I Великопольский (ок. 1145 — 20.04.1194). Женат (с 1177) на Вышеславе (ок. 1158—1219), дочери Ярослава Осмомысла, князя Галицкого (ок. 1126 — 01.10.1187)).
- Верхуслава-Людмила (ок. 1148—1223). Жена (ок. 1165) герцога Фридриха I Лотарингского (1142—1207).
- Стефан (1150—1166/79)
- Эльжбета (1151/52 — 02.09.1209). 1-й брак (ок. 1173) князь Собеслав II Чешский (1128 — 29.01.1180); 2-й брак (после 1180) маркграф Конрад II Нижне-Лужицкий (ум. 06.05.1210).
- Юдита (ок. 1153 — после 12.12.1201). Жена (ок. 1173) герцога Саксонии Бернхарда III Саксонского (1140 — 09.02.1212).

В 1154 году вторым браком Мешко III Старый женился на Евдокие Киевской (ок. 1136 — 13.02.1198), дочери Изяслава Мстиславича, великого князя Киевского. Дети от этого брака:
- Болеслав Куявский (1159 — 13.09.1195). Женат (ок. 1180) на Доброславе (ок. 1166 — после 23.04.1200), дочери кн. Святополка I Западно-Поморского в Славно (ок. 1140—1175/87).
- Саломея (ок. 1160 — 11.05.12..) Жена (с 1175/76) Ратибора Померанского[пол.] (ок. 1160 — 14.01.1183).
- Анастасия (ок. 1162 — после 31.05.1240). Жена (с 18/26.04.1177) герцога Богуслава I Западно-Поморского (1128 — 18.03.1187).
- Мешко Калишский ок. 1164 — 02.08.1193.
- Владислав III Тонконогий (1165 — 03.11.1231)